# Crécy-au-Mont
Crécy-au-Mont é uma comuna francesa na região administrativa de Altos da França, no departamento de Aisne. Estende-se por uma área de 11,83 km². Em 2010 a comuna tinha 341 habitantes (densidade: 28,8 hab./km²).